# PZL.37 Łoś
PZL.37 Łoś (tiếng Anh: nai Bắc Âu) là một loại máy bay ném bom hạng trung hai động cơ của Ba Lan, nó được dùng để phòng thủ Ba Lan khi quân Đức quốc xã xâm lược Ban Lan vào năm 1939. Đôi khi nó còn được gọi là "PZL P-37" hoặc "PZL P.37", nhưng chữ "P" thường dành cho các máy bay tiêm kích thuộc thiết kế của Zygmunt Pulawski (chẳng hạn như PZL P.11). Định danh đúng phải là PZL.37.

## Biến thể
PZL.37/I
Mẫu thử đầu tiên.
PZL.37/II
Mẫu thử đầu tiên cải tiến.
PZL.37A
10 chiếc với cánh đuôi đơn, dùng động cơ Bristol Pegasus XIIB.
PZL.37Abis
Lô gồm 19 chiếc thuộc phiên bản A có cánh đuôi ngang kép.
PZL.37B version I and II
Biến thể sản xuất chính với cánh đuôi ngang kép và động cơ PZL Pegaz XX.
PZL.37C
Phiên bản dự án dùng động cơ Gnome-Rhône 14N-01.
PZL.37D
Phiên bản dự án dùng động cơ Gnome-Rhône 14N-21.

## Quốc gia sử dụng

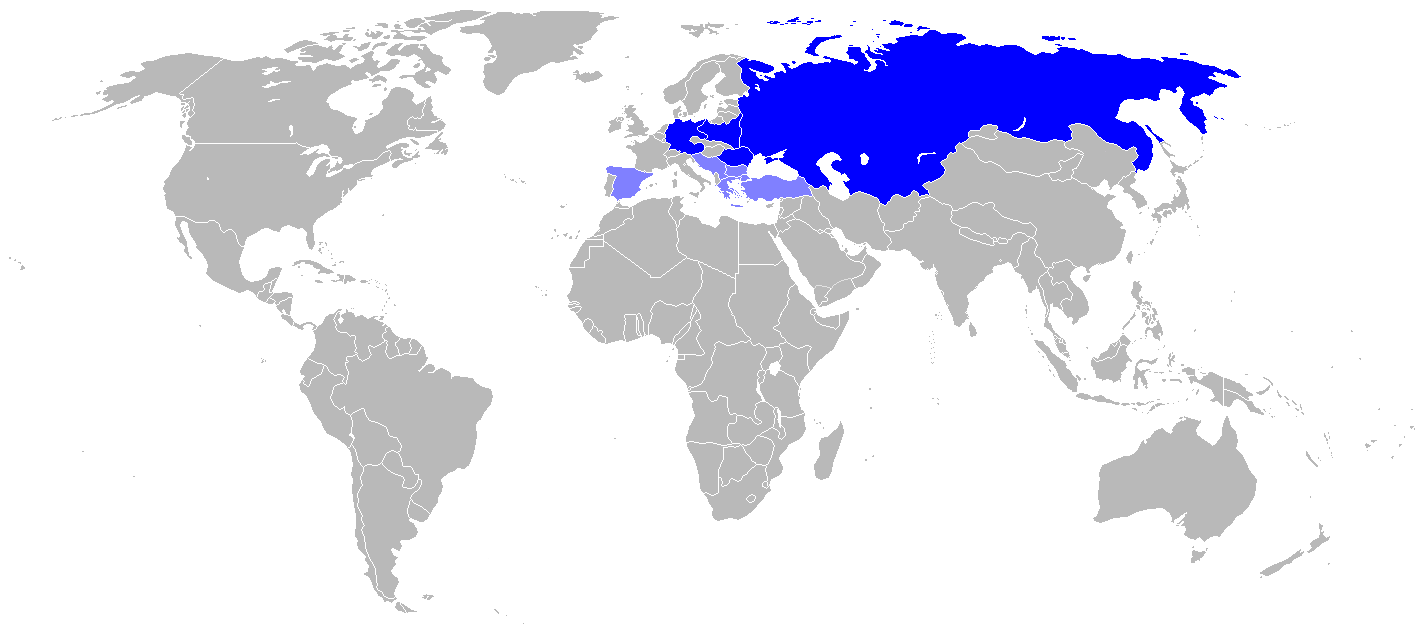
Các quốc gia sử dụng PZL.37 (màu xanh) và các quốc gia đặt mua nhưng chưa nhận được máy bay do chiến tranh thế giới II nổ ra (xanh nhạt).

Trong chiến tranh
 Ba Lan
- Không quân Ba Lan

 Germany
- Luftwaffe

 România
- Không quân Hoàng gia Romania

 Liên Xô
- Không quân Liên Xô[3]

Đã lên kế hoạch
 Bulgaria
- Không quân Bulgary

 Greece
- Không quân Hy Lạp

 Cộng hòa Tây Ban Nha
- Không quân Cộng hòa Tây Ban Nha[4]

 Thổ Nhĩ Kỳ
- Không quân Thổ Nhĩ Kỳ

 Kingdom of Yugoslavia
- Không quân Hoàng gia Nam Tư

## Tính năng kỹ chiến thuật (PZL.37B Łoś)

### Đặc điểm riêng
- Tổ lái: 4
- Chiều dài: 12,92 m (42 ft 5 in)
- Sải cánh: 17,93 m (58 ft 10 in)
- Chiều cao: 5,1 m (16 ft 9 in)
- Diện tích cánh: 53,5 m² (576 ft²)
- Trọng lượng rỗng: 4.280 kg (9.436 lb)
- Trọng lượng có tải: 8.865 kg (19.526 lb)
- Trọng lượng cất cánh tối đa: 9.105 kg (20.070 lb)
- Động cơ: 2 × Bristol Pegasus XX, 723 kW (970 hp) mỗi chiếc

### Hiệu suất bay
- Vận tốc cực đại: 412 km/h
- Tầm bay: 2.600 km (1.615 mi)
- Vận tốc lên cao: 4,7 m/s (925 ft/min)
- Lực nâng của cánh: 166 kg/m² (34 lb/ft²)

### Vũ khí
- 3 súng máy 7.92 mm
- 2.580 kg (5.690 lb) bom